# Taliqua Clancy
Taliqua Clancy (Kingaroy, 25 de junho de 1992) é uma jogadora de voleibol de praia australiana.

## Carreira
Nos Jogos Olímpicos de Verão de 2016 ela representou seu país ao lado de Louise Bawden, caindo nas quartas de final.
Conquistou  ao lado de Mariafe Artacho del Solar a medalha de bronze na edição do Campeonato Mundial de Vôlei de Praia de 2019 sediada em Hamburgo.